# Брайнин, Джером
Джером «Джерри» Брайнин (англ. Jerome (Jerry) Brainin; 3 сентября 1916, Нью-Йорк — 15 января 2000, Фэрфилд, США) — американский композитор, пианист, аранжировщик, джазмен.
Известный импровизатор, автор популярных песен («Teacher’s Pet», «The Night Has A Thousand Eyes»), пианист. Получил музыкальное образование в Бруклинском колледже, где его учителями были Тобиас Уэстлин и Макс Фридман. Во время Второй мировой войны проходил службу в американской армии. Сочинял песни для кинофильмов. Написал музыку к бродвейскому ревью «Star and Garter», а также к сценической презентации «Gay New Orleans» для Всемирной выставки в Нью-Йорке, 1939—1940 гг. В 1941 г. вступил в Американское общество композиторов, авторов и издателей. Авторами текстов для его песен были главным образом Аллан Робертс и Бадди Берньер, в последние годы также Дон Рид. В числе сочинений Брайнина есть мелодии, такие как «Chatterbox», «Don’t Let Julia Fool Ya», «Ain’cha Got No Romance?», «A Little Boy and A Little Girl», «I Can’t Change My Heart», «It Wouldn’t Be Love», «I Touched a Star», «From here to eternity», «Gay New Orleans». Песня «The Night Has A Thousand Eyes» к одноимённому фильму 1948 года стала джазовым стандартом.